# ناویا ماتسوموتو
ناویا ماتسوموتو (ژاپنی: 松本 直也؛ زادهٔ ۳۰ سپتامبر ۱۹۹۷) یک بازیکن فوتبال اهل ژاپن است.
از باشگاه‌هایی که در آن بازی کرده‌است می‌توان به باشگاه فوتبال کاماتامار سان‌اوکی اشاره کرد.